# 12252 Gwangju
12252 Gwangju (1988 VT1) là một tiểu hành tinh vành đai chính được phát hiện ngày 8 tháng 11 năm 1988 bởi M. Koishikawa ở Sendai Astronomical Observatory Ayashi station.
Nó được đặt theo tên Gwangju metropolitan city, a sister city of Sendai.